# NGC 2964
NGC 2964 là một thiên hà xoắn ốc trung gian nằm trong chòm sao Sư Tử. Nó nằm ở khoảng cách khoảng 60 triệu năm ánh sáng từ Trái đất, với kích thước rõ ràng của nó. NGC 2964 có chiều dài khoảng 60.000 năm ánh sáng. Nó được phát hiện bởi William Herschel vào ngày 7 tháng 12 năm 1785.
Có bằng chứng cho thấy thiên hà có một thanh yếu chạy dọc theo trục nhỏ của thiên hà. Thiên hà có bốn nhánh xoắn ốc, hai cánh nổi lên từ ansae ở mỗi đầu của thanh và những cánh khác nổi lên gần trung tâm của thanh, với hai cánh tay nổi lên từ hai đầu của thanh có độ sáng bề mặt cao hơn. Tất cả trừ cánh tay phía tây có vẻ ngoài có nút. Các phần bên ngoài của thiên hà thể hiện động học sao xoắn, nhưng nếu không thì sự quay khá đều đặn.
Đường bụi xoắn ốc đã được quan sát chạy về phía trung tâm, nơi có thể hình thành sao. Một vòng tròn hạt nhân quan sát thấy trong [OIII] / H-beta có thể là nơi hình thành sao hoạt động. Một dấu hiệu khác của vòng hình thành sao hạt nhân là phát hiện các vạch phát xạ carbon monoxit gấp đôi. Khu vực trung tâm của thiên hà có sao trẻ ở độ tuổi trung niên, có thể được tạo ra bởi hoạt động liên tục của sao kéo dài trong khoảng 5 tỷ năm. Tổng tỷ lệ hình thành ngôi sao của NGC 2964 được ước tính là khoảng 4 M  mỗi năm.
Nhân của NGC 2964 dường như có tính năng hoạt động vùng H II. Nghiên cứu quang phổ của hạt nhân cho thấy các vạch quang phổ lên gấp đôi, có thể được quy cho một hình nón ion hóa được tạo ra bởi một nhân thiên hà hoạt động. Ở trung tâm của NGC 2964 được tin là có một lỗ đen siêu lớn có khối lượng giới hạn được ước tính là giữa 1,4 và 24 triệu M ☉.
NGC 2964 là thiên hà sáng nhất trong một nhóm thiên hà được gọi là nhóm NGC 2964. Các thành viên khác của nhóm bao gồm NGC 2968, NGC 2970, NGC 3003, NGC 3011, NGC 3021. Các thiên hà khác gần đó bao gồm NGC 3118, NGC 3067, NGC 3032, NGC 3026 và các nhóm thiên hà của chúng. NGC 2964 tạo thành một cặp không tương tác với NGC 2968, nằm cách xa 5,8 phút. Một cây cầu hydro đã được tìm thấy để kết nối hai thiên hà, trong khi một cái đuôi kéo dài về phía NGC 2970.